# غباطية
غباطية كانت قرية فلسطينية تبعد 12 كيلومتر شمال غرب مدينة صفد.

## الموقع جغرافيًا
تمتد في اتجاه شرقي غربي في موزاة الجانب الشمالي لطريق فرعية كانت تربطها بغيرها من القرى
هذه الطريق فرعية تتصل بطريق عامة توصل إلى صفد وإلى مستعمرة نهاريا اليهودية الواقعة على شاطئ البحر الأبيض المتوسط .
البلدان المحيطه بها هي أراضي قرى ميرون وقديتا وطيطبا سعسع وحرفيش، كانت القرية تنهض على تل صخري بين قمتي جبل الجرمق 1208 م وجبل عداثر 1009 م أعلى جبلين في فلسطين.
كانت تبعد كيلومترين إلى الشرق من قرية حرفيش الدرزية وكانت بالقرب منها ثلاثة أودية، فتوفر لها المياه في موسم الأمطار، وتشكل جزءاً من أراضيها الزراعية في موسم الجفاف .

## فترة الاحتلال
هُجرت في تشرين الأول سنة 1948 في أطار المرحلة الثانية من عملية حيرام
دمرت بالكامل وقد تم تطهير البلد عرقيا نتيجة اعتداء مباشر صهيوني
كانت في فترت ال48 الأراضي صالحه للزراعه كثيفه بالبساتين المرتويه واراضي مزروعه بالحبوب
سكان غباطية كلهم من المسلمين أما اقتصادها فكان يعتمد اعتماداً رئيسيا ًعلى الزراعة وعلى تربية المواشي بين فترت 1945 حتى 1946 , مجموعه 421 دونماً مخصصاً للحبوب و 15 دونماً مروياً أو مستخدماً للبساتين.

## القرية اليوم
جدران بعض البيوت مازالت موجودة
من الأماكن الأثريه اللتي حافظت على تاريخها مجموعة من الخرب وهي : خربة غباطية التي تحتوي على أسس وجدران ومعصرة زيت وبركة وصهاريج ومغائر ومدافن منقورة في الصخر، وخربة التنورية في الجنوب الشرقي وتحتوي على أساسات وأكوام حجارة وصهريج وخربة الحميمة.
تغلب عليه الحشائش والحجارة و حطام المنازل وحطام المنازل الحجرية وبضع شجرات تين. و لا حيطان أحد المنازل المهدمة قائمة .و يستعمل الإسرائيليون الأراضي المجاورة مرعى للمواشي، وتكسو الغابات جبل عداثر المجاورة.

## وصلات خارجية
- غباطية ترحب بكم